# Carnegie Endowment for International Peace
Carnegie Endowment for International Peace är en tankesmedja baserad i Washington D.C., med center i  Moskva, Beirut, Beijing, Bryssel och New Delhi. Dess huvudinriktning är utrikespolitik. Organisationen grundades 1910 av Andrew Carnegie. 

## Organisationens syfte
Enligt egen uppgift främjar de samarbetet mellan världens nationer. De är också för ett betydande amerikanskt engagemang internationellt. Organisationen är inte formellt knuten till något politiskt parti. 

## Finns i flera länder
Organisationen har sedan starten spridit sig till flera olika länder. Huvudkontor finns förutom i Washington D.C. också i Moskva, Beijing, Beirut och Bryssel. Det uttalade målet är att bli den första multinationella/globala tankesmedjan. 

## Studieprogram och tidskrift
2008, då finanskrisen höll på att bryta ut, startade tankesmedjan ett studieprogram i internationell ekonomi lett av Uri Dadush. Programmet publicerar tidskriften International Economics Bulletin varannan månad för att informera om globala finansiella frågor. 

## Organisationens presidenter
- Elihu Root (1912–1925)
- Nicholas Murray Butler (1925–1945)
- Alger Hiss (1946–1949)
- Joseph E. Johnson (1950–1971)
- Thomas L. Hughes (1971–1991)
- Morton I. Abramowitz (1991–1997)
- Jessica T. Mathews (1997–2015)
- William J. Burns (2015–2021)
- Thomas Carothers (tillförordnad) (2021)
- Mariano-Florentino Cuéllar (2021–)

## Organisationens ordförande
- John Foster Dulles (1946–1952)
- Harvey Hollister Bundy (1952–1958)
- Charles Zwick
- William H. Donaldson (1999–2003)
- James C. Gaither (2003–2009)
- Richard Giordano (2009–2013)
- Harvey V. Fineberg (2013–2018)
- Penny Pritzker (2018–2023)
- Catherine James Paglia (2023–)